# Tunnel van Jamioulx
De tunnel van Jamioulx is een spoortunnel in Jamioulx, een deelgemeente van Ham-sur-Heure-Nalinnes. De tunnel heeft een lengte van 145 meter. De dubbelsporige spoorlijn 132 gaat door deze tunnel. Omdat de tunnel te smal is voor dubbelspoor, ligt er strengelspoor in de tunnel.